# Verkehrsgesellschaft Bergisches Land
Die Verkehrsgesellschaft Bergisches Land mbH (VBL) ist ein kommunales Busunternehmen mit Sitz in Gummersbach. Das Unternehmen erbringt als Subunternehmen der Oberbergischen Verkehrsgesellschaft (OVAG) umfangreiche Verkehrsleistungen im gesamten Oberbergischen Kreis.

## Geschichte
Die VBL wurde 2001 als Tochterunternehmen der beiden Verkehrsunternehmen OVAG (75 % Unternehmensanteil) und Regionalverkehr Köln (RVK, 25 %) gegründet.
Die Verwaltung der VBL ist jener der OVAG angegliedert (Personalunion) und befindet sich auf dem Betriebshof in Gummersbach-Niederseßmar.
Seit jeher ist die VBL als Subunternehmen der OVAG in deren gesamtem Verkehrsgebiet tätig. Zunächst erbrachte sie lediglich einen kleinen Teil der Verkehrsleistungen mit zunächst 14 Fahrzeugen. Zum Jahresbeginn 2014 übernahm die VBL zusätzlich auch sämtliche Verkehrsleistungen, die zuvor vom Miteigentümer RVK im Auftrag der OVAG erbracht wurden. Mit der Übernahme dieser Leistungen, der zuvor dort eingesetzten Fahrzeuge und des Personals durch die VBL wuchs das Unternehmen massiv.
Nötig wurde dies durch neue EU-Richtlinien bezüglich des ÖPNV. Ferner ist es der OVAG über die VBL möglich, Steuervorteile und Einsparungen bei den Personalkosten zu erzielen (anderer Tarifvertrag).

## Fahrzeuge
Zum Fuhrpark gehören 50 Fahrzeuge, darunter auch zwei Gelenkbusse für die stark genutzte Linie 301. Die eigenen Omnibusse stammen von den Herstellern MAN, Solaris und Mercedes-Benz. Alle Busse sind mit Haltestellenanzeige und -ansage ausgestattet.
Die VBL verfügt über Betriebshöfe in Gummersbach-Niederseßmar und Waldbröl (vormals RVK).

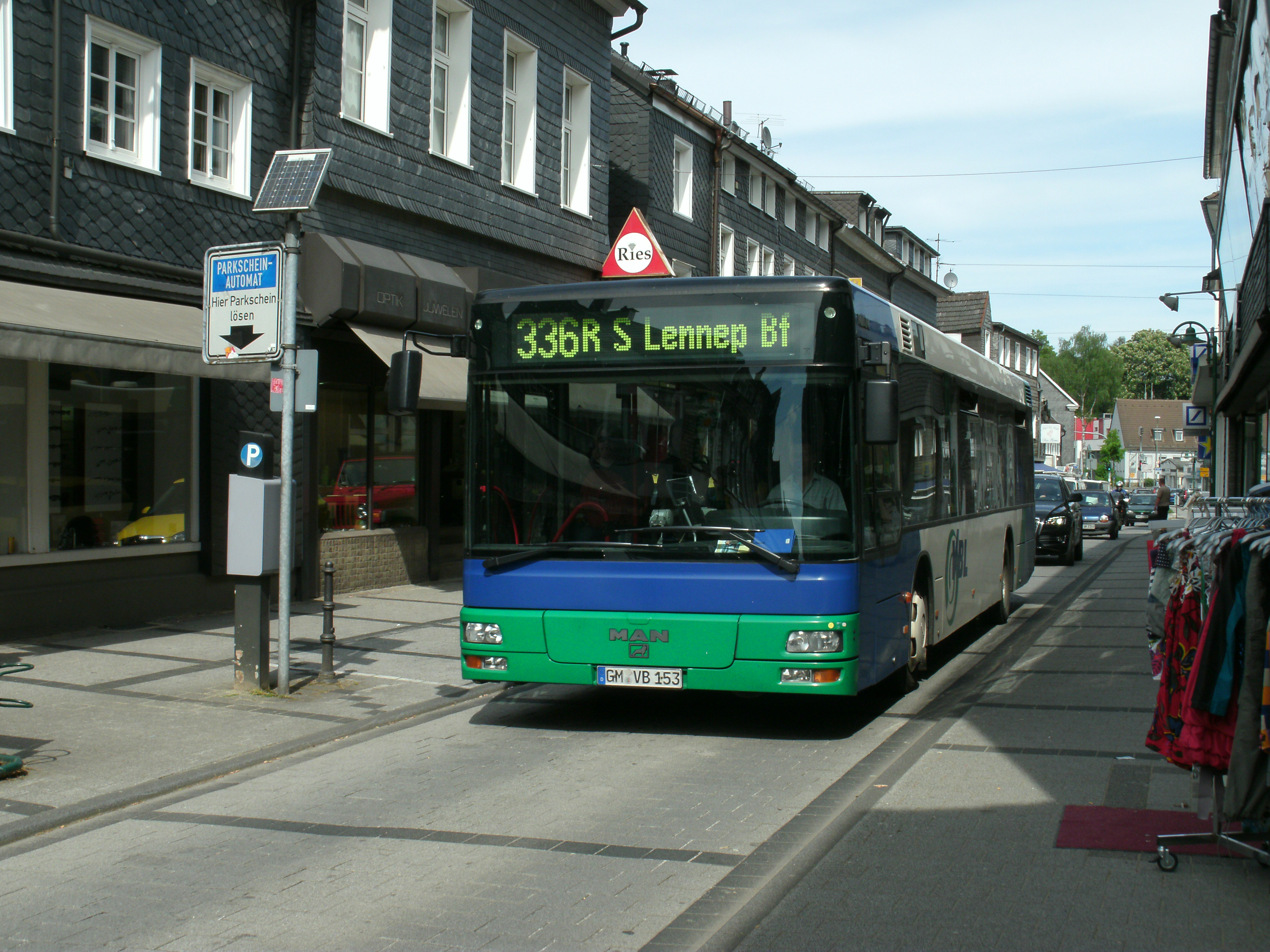
MAN-Linienbus der VBL in Wipperfürth
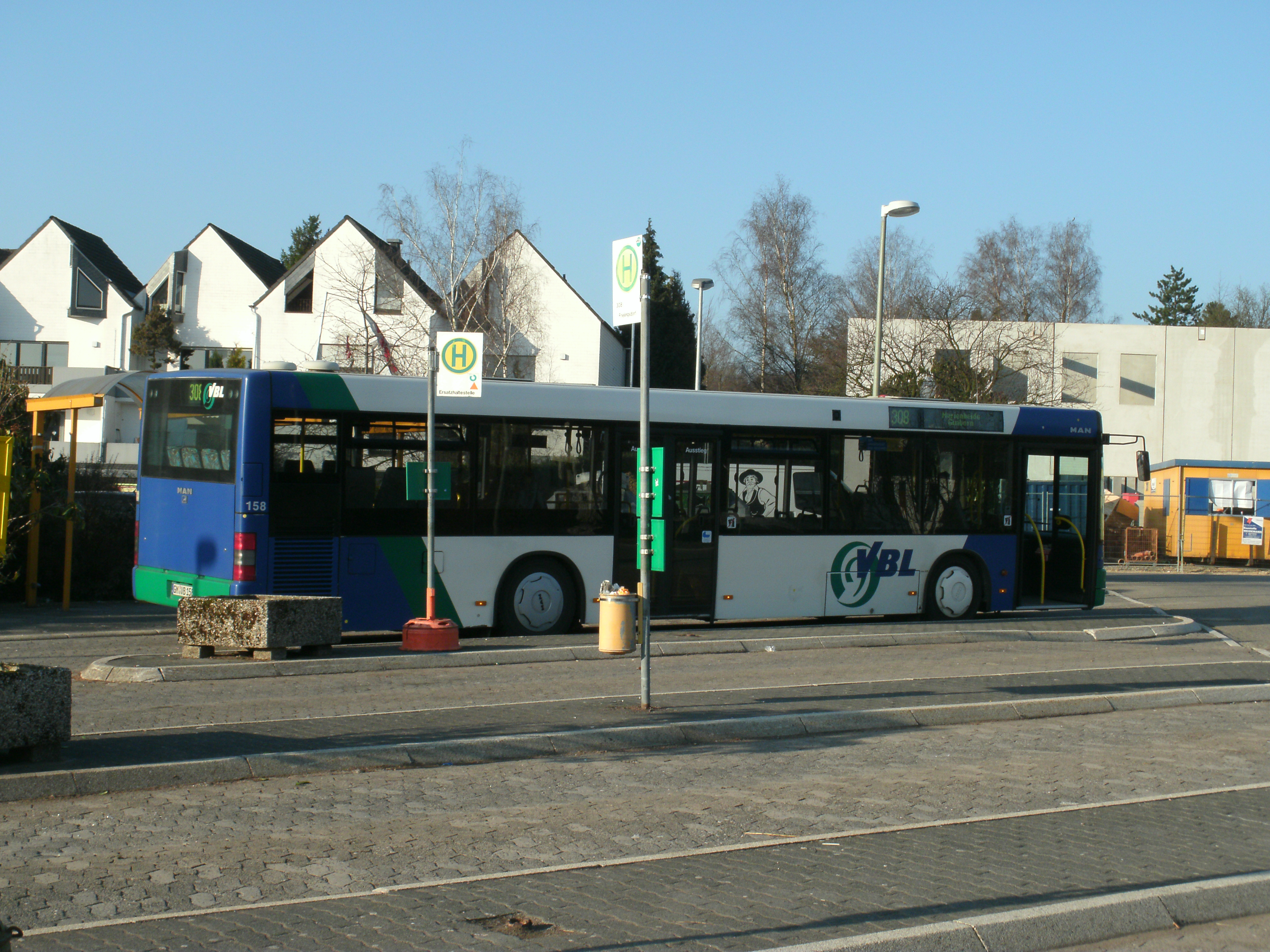
Linienbus der VBL am Busbf Lindlar-Frielingsdorf

## Eigene Linien
Für die folgenden vier Linien wurde die Zuständigkeit in der Vergangenheit vollständig in die Hände der VBL gelegt:
| Linie | Strecke |
| ----- | --- |
| 306   | Gummersbach Bf – Rospe – Dieringhausen Bf – Alferzhagen/Merkhausen – Marienhagen – Hunsheim – (Volkenrath) – Wiehl   |
| 310   | Gummersbach Bf – Niederseßmar – Dieringhausen Bf – Ründeroth Bf – Engelskirchen Bf – Loope – Ehreshoven – Overath Bf |
| 310   | (Unterstaat –) Loope – Engelskirchen – Walbach Schulzentrum                                                          |
| 312   | Waldbröl Busbf – Gaderoth – Nümbrecht – Homburg-Bröl – Bielstein Busbf – Engelskirchen-Ründeroth Bf                  |

Besonders umfangreiche Verkehrsleistungen ferner auf den beiden OVAG-Linien:
| Linie | Strecke                                                                     |
| ----- | --------------------------------------------------------------------------- |
| 301   | Gummersbach Bf – Derschlag – Bergneustadt – Pernze – Drolshagen – Olpe      |
| 336   | Gummersbach Bf – Marienheide – Wipperfürth – Hückeswagen – Remscheid-Lennep |

## Tarife
Im gesamten Verkehrsgebiet der VBL wird der VRS-Tarif angewendet.